# 高文善
高文善（?—?）。慶元府鄞縣人，南宋儒学者、政治人物。

## 生平
高開之子、高文虎之弟，高闶之姪。南宋淳熙十一年（1184年），登進士第。嘉泰年间，任國子監書庫官，科举时负责检点试卷。開禧年中，任太常寺主簿。後任太常博士、司封郎中。嘉定十二年，兼太子舍人。

## 家庭

### 子孙
- 高衍孙
- 高衡孙